# Diairesi
La diairesi (dihairesis o diairesis, dal greco διαίρεσις) o dièresi  è un termine tecnico utilizzato nella filosofia platonica e stoica. Si tratta di una tecnica divisoria che ricorre in alcuni dialoghi platonici, il Fedro, il Sofista, Filebo, il Politico e in una piccola parte del Gorgia.
È un mezzo per giungere alla definizione di un concetto partendo da un concetto più vasto e procedendo per mezzo di una concatenazione di divisioni (diairesi discendente) ciascuna basata sull'esplicitazione di differenti proprietà: si passa in questo modo attraverso una successione discendente di sotto-classi che termina quando si ottiene la definizione cercata, connotata da una proprietà che si attaglia unicamente all'oggetto della ricerca.

## Procedimenti diairetici nel diritto romano
La conoscenza delle tecniche diairetiche, grazie alla diffusione a Roma, nel II secolo a.C., del pensiero filosofico greco soprattutto stoico, ebbe una notevole importanza nello sviluppo della riflessione teorica sul diritto dell'antica Roma. In questo ambito i termini utilizzati sono genere (genus), per indicare l'ampio concetto di partenza, e specie (species) per ciascuno dei concetti ottenuto durante la concatenazione divisoria originata dal genus. 
L'uso di tecniche diairetiche fece i primi passi attraverso l'opera di giureconsulti come Publio Mucio Scevola, Marco Giunio Bruto e Manio Manilio Nepote, ma raggiunse la sua pienezza con Quinto Mucio Scevola, figlio del citato Publio.
Esempio di applicazione di queste tecniche si trova nelle Summae divisiones delle Istituzioni di Gaio.

## Diairesi in Epitteto
Nella filosofia di Epitteto, la Diairesi è il Giudizio di secondo grado, o Supergiudizio, operato dalla Proairesi umana e grazie al quale noi siamo capaci di distinguere, tra giudizi ordinari relativi a qualunque situazione, quanto è in nostro esclusivo potere e quanto non è in nostro esclusivo potere.

### Esempi
Epitteto fa numerosissimi esempi, tra i quali possiamo scegliere questi:
1. 'Oggi devo inevitabilmente morire. Ne devo pure gemere?' (Diatribe I,1,22)
2. 'Domani devo essere inevitabilmente imprigionato. Dovrò anche lamentarmi?' (Diatribe I,1,22)
3. 'Sono stato condannato all'esilio. Chi mi impedisce di ridere, di essere di buonumore, di essere sereno?' (Diatribe I,1,22)

La Proairesi, che si atteggia secondo Diairesi, sceglierà nel primo caso di morire senza gemere. Nel secondo caso, sceglierà di non lamentarsi e andrà in prigione. Nel terzo caso, sceglierà di ridere, di essere di buonumore, di essere serena e andrà in esilio.
La Diairesi è il Supergiudizio esattamente contrario alla Controdiairesi.